# Thanin Kraiwichian
Thanin Kraiwichian (en thaï : ธานินทร์ กรัยวิเชียร), né le 5 avril 1927 à Bangkok (Siam) et mort le 23 février 2025 dans la même ville, est un avocat et homme d'État thaïlandais, quatorzième Premier ministre du 8 octobre 1976 au 20 octobre 1977.
Il est aussi conseiller privé auprès de Rama IX et de Rama X entre 1977 et 2016.

## Biographie
Thanin Kraiwichian est le fils de Hae et Pa-ob Kraivichien. Né à Bangkok, son père était un commerçant d'origine chinoise et propriétaire de l'un des plus grands prêteurs sur gage de Bangkok. Thanin Kraiwichian a étudié le droit à l'université Thammasat, dont il a obtenu son diplôme en 1948. Il est ensuite allé à la London School of Economics pour poursuivre ses études de droit. Il a obtenu son diplôme en 1953 et a été admis au barreau de Gray's Inn en 1958. Après son retour en Thaïlande en 1954, Thanin Kraiwichian travailla au ministère de la Justice (en), devenant juge associé. Il gravit rapidement les échelons, devenant finalement président de la Cour suprême de Thaïlande. Il enseigna le droit aux universités de Thammasat et de Chulalongkorn et au Barreau thaïlandais. Il fut nommé professeur adjoint à la Faculté de commerce et de comptabilité de l'université de Chulalongkorn en 1972. À titre de passe-temps, il publia des livres qui mettaient en garde contre les dangers du communisme. Après le soulèvement démocratique contre la dictature militaire en 1973, Thanin Kraiwichian fut membre de l'assemblée législative de transition nommée par le roi. Il devint membre du mouvement anticommuniste d'extrême droite Nawaphon (en). Il avait une émission de télévision dans laquelle il attaquait le communisme, le mouvement étudiant et les politiciens progressistes.

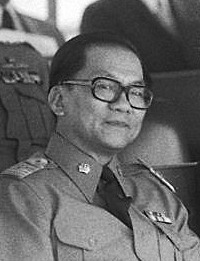
Thanin Kraiwichian vers 1976.

Après le massacre de l'université Thammasat du 6 octobre 1976, le premier ministre démocratiquement élu Seni Pramot fut renversé par un coup d'État militaire dirigé par l'amiral Sangad Chaloryu (en). Deux jours plus tard, le roi Bhumibol Adulyadej nomma son favori, Thanin, premier ministre par intérim. Thanin insista pour choisir lui-même son cabinet et rejeta la plupart des nominations de la junte militaire. Les militaires n'occupèrent que les postes de vice-premier ministre et de vice-ministre de la Défense. Thanin Kraiwichian dirigea le premier cabinet thaïlandais dans lequel plusieurs femmes, dont Wimolsiri Chamnarnvej et Lursakdi Sampatisiri, occupèrent des postes ministériels. Thanin Kraiwichian était considéré comme honnête et intelligent, mais aussi éminemment idéologique et politiquement extrémiste. Après son entrée en fonction, il envoya des forces spéciales de police dans des librairies notoirement libérales et ordonna la confiscation et l'incendie de 45 000 livres, dont ceux écrits par Thomas More, George Orwell et Maxime Gorki.
Thanin Kraiwichian a annoncé que la Thaïlande ne pourrait revenir à un régime démocratique qu'après 12 ans. Le parlement a été dissous et tous les partis politiques interdits. La répression menée par Thanin Kraiwichian contre les syndicats, les associations progressistes d'étudiants et d'agriculteurs a poussé les militants à rejoindre les structures clandestines du Parti communiste thaïlandais. Au lieu d'affaiblir les communistes, elle a alimenté leur lutte armée contre le gouvernement. En mars 1977, un groupe de jeunes officiers de l'armée connus sous le nom de « Jeunes Turcs », qui s'intéressaient aux questions politiques, ont tenté de renverser Thanin. Leur tentative de coup d'État a échoué. Le 20 octobre 1977, cependant, l'amiral Sangad a de nouveau pris le pouvoir et a poussé Thanin Kraiwichian à démissionner. L'armée a justifié son intervention par le fait que le gouvernement de Thanin Kraiwichian avait divisé le pays et n'avait pratiquement aucun soutien public, que la situation économique s'était aggravée et que la population en général était en désaccord avec une suspension à long terme de la démocratie.
Le roi Bhumibol Adulyadej a immédiatement nommé Thanin Kraiwichian à son Conseil privé. Pendant la vacance du trône après la mort de Bhumibol[Qui ?] le 13 octobre 2016, l'ancien président du Conseil privé, Prem Tinsulanonda, a exercé les fonctions de régent et de chef d'État par intérim. Thanin Kraiwichian a temporairement assumé la fonction de président du Conseil privé pendant cette période. Après l'accession au trône du roi Vajiralongkorn le 1er décembre 2016, Prem est revenu à son poste précédent, tandis que Thanin Kraiwichian n'a pas été reconduit au Conseil privé.